# Dirka po Sloveniji 2019
Dirka po Sloveniji 2019 je bila šestindvajseta izvedba Dirke po Sloveniji. To je bila etapna dirka UCI Europe Tour (2.HC), ki je potekala od 19. do 23. junija 2019, v skupni dolžini 808,5 kilometrov.
Dirko je zmagal Diego Ulissi, drugi je bil Giovanni Visconti, tretji pa Aleksander Vlasov.
Nosilci preostalih majic so bili: Luka Mezgec najboljši tudi po točkah (rdeča), Aleksander Vlasov gorskih ciljih (modra), Tadej Pogačar najboljši mladi kolesar (bela) in ekipno UAE Team Emirates.
Dirka je po 14 letih tekmovanja v kakovostnem razredu 2.1, napredovala v 2.HC kategorijo.

## Ekipe
Dirko je začelo 129 kolesarjev iz 18 ekip, od tega jo je končalo 109 kolesarjev.

### UCI WorldTeams
- Bahrain–Merida
- Bora–Hansgrohe
- Mitchelton–Scott
- Team Dimension Data
- UAE Team Emirates

### UCI Pro Continental
- Androni Giocattoli–Sidermec
- Bardiani–CSF
- Delko–Marseille Provence
- Gazprom–RusVelo
- Israel Cycling Academy
- Neri Sottoli–Selle Italia–KTM
- Nippo–Vini Fantini–Faizanè
- Team Novo Nordisk

### UCI Continental
- AC Sparta Praha
- Adria Mobil
- Team Felbermayr–Simplon Wels
- Ljubljana Gusto Santic
- Meridiana–Kamen

### Državna reprezentanca
- Slovenija

## Trasa in etape
| Etapa  | Datum     | Trasa                       | Dolžina  | Disciplina | Disciplina      | Zmagovalec        |
| ------ | --------- | --------------------------- | -------- | ---------- | --------------- | ----------------- |
| 1      | 19. junij | Ljubljana – Rogaška Slatina | 171 km   |            | ravninska etapa | Pascal Ackermann  |
| 2      | 20. junij | Maribor – Celje             | 146,3 km |            | razgibana etapa | Luka Mezgec       |
| 3      | 21. junij | Žalec – Idrija              | 169,8 km |            | razgibana etapa | Diego Ulissi      |
| 4      | 22. junij | Nova Gorica – Ajdovščina    | 153,9 km |            | gorska etapa    | Giovanni Visconti |
| 5      | 23. junij | Trebnje – Novo mesto        | 167,5 km |            | razgibana etapa | Giacomo Nizzolo   |
| Skupaj | Skupaj    | 808,5 km                    | 808,5 km | 808,5 km   | 808,5 km        | 808,5 km          |

### Etapa 1
19. junij 2019 — 171 km
| Mesto                       | Kolesar           | Ekipa                         | Čas        |
| --------------------------- | ----------------- | ----------------------------- | ---------- |
| Uradni rezultati            |                   |                               |            |
| 1.                          | Pascal Ackermann  | Bora–Hansgrohe                | 4h 04' 58" |
| 2.                          | Giacomo Nizzolo   | Team Dimension Data           | + 0"       |
| 3.                          | Simone Consonni   | UAE Team Emirates             | + 0"       |
| 4.                          | Luka Mezgec       | Mitchelton–Scott              | + 0"       |
| 5.                          | Andrea Vendrame   | Androni Giocattoli–Sidermec   | + 0"       |
| 6.                          | Rui Oliveira      | UAE Team Emirates             | + 0"       |
| 7.                          | Grega Bole        | Bahrain–Merida                | + 0"       |
| 8.                          | Jérémy Leveau     | Delko–Marseille Provence      | + 0"       |
| 9.                          | Kristian Sbaragli | Israel Cycling Academy        | + 0"       |
| 10.                         | Umberto Marengo   | Neri Sottoli–Selle Italia–KTM | + 0"       |
| Skupni seštevek po 1. etapi |                   |                               |            |
| 1.                          | Pascal Ackermann  | Bora–Hansgrohe                | 4h 04' 48" |
| 2.                          | Giacomo Nizzolo   | Team Dimension Data           | + 4"       |
| 3.                          | Simone Consonni   | UAE Team Emirates             | + 6"       |
| 4.                          | Diego Ulissi      | UAE Team Emirates             | + 7"       |
| 5.                          | Aljaž Jarc        | Adria Mobil                   | + 7"       |
| 6.                          | Matteo Busato     | Androni Giocattoli–Sidermec   | + 8"       |
| 7.                          | Matthias Krizek   | Team Felbermayr–Simplon Wels  | + 9"       |
| 8.                          | Luka Mezgec       | Mitchelton–Scott              | + 10"      |
| 9.                          | Andrea Vendrame   | Androni Giocattoli–Sidermec   | + 10"      |
| 10.                         | Rui Oliveira      | UAE Team Emirates             | + 10"      |

### Etapa 2
20. junij 2019 — 146,3 km
| Mesto                       | Kolesar           | Ekipa                         | Čas        |
| --------------------------- | ----------------- | ----------------------------- | ---------- |
| Uradni rezultati            |                   |                               |            |
| 1.                          | Luka Mezgec       | Mitchelton–Scott              | 3h 35' 55" |
| 2.                          | Grega Bole        | Bahrain–Merida                | + 0"       |
| 3.                          | Andrea Vendrame   | Androni Giocattoli–Sidermec   | + 0"       |
| 4.                          | Giovanni Visconti | Neri Sottoli–Selle Italia–KTM | + 0"       |
| 5.                          | Diego Ulissi      | UAE Team Emirates             | + 0"       |
| 6.                          | Aleksander Vlasov | Gazprom–RusVelo               | + 0"       |
| 7.                          | Ben Hermans       | Israel Cycling Academy        | + 0"       |
| 8.                          | Ivan Rovni        | Gazprom–RusVelo               | + 0"       |
| 9.                          | Tadej Pogačar     | UAE Team Emirates             | + 0"       |
| 10.                         | Jay McCarthy      | Bora–Hansgrohe                | + 0"       |
| Skupni seštevek po 2. etapi |                   |                               |            |
| 1.                          | Luka Mezgec       | Mitchelton–Scott              | 7h 40' 43" |
| 2.                          | Grega Bole        | Bahrain–Merida                | + 4"       |
| 3.                          | Andrea Vendrame   | Androni Giocattoli–Sidermec   | + 6"       |
| 4.                          | Diego Ulissi      | UAE Team Emirates             | + 7"       |
| 5.                          | Ben Hermans       | Israel Cycling Academy        | + 10"      |
| 6.                          | Aleksander Vlasov | Gazprom–RusVelo               | + 10"      |
| 7.                          | Ivan Rovni        | Gazprom–RusVelo               | + 10"      |
| 8.                          | Tadej Pogačar     | UAE Team Emirates             | + 10"      |
| 9.                          | Iuri Filosi       | Delko–Marseille Provence      | + 10"      |
| 10.                         | Jan Polanc        | UAE Team Emirates             | + 10"      |

### Etapa 3
21. junij 2019 — 169,8 km
| Mesto                       | Kolesar           | Ekipa                         | Čas         |
| --------------------------- | ----------------- | ----------------------------- | ----------- |
| Uradni rezultati            |                   |                               |             |
| 1.                          | Diego Ulissi      | UAE Team Emirates             | 3h 58' 01"  |
| 2.                          | Aleksander Vlasov | Gazprom–RusVelo               | + 12"       |
| 3.                          | Giovanni Visconti | Neri Sottoli–Selle Italia–KTM | + 17"       |
| 4.                          | Andrea Vendrame   | Androni Giocattoli–Sidermec   | + 17"       |
| 5.                          | Tadej Pogačar     | UAE Team Emirates             | + 17"       |
| 6.                          | Jan Polanc        | UAE Team Emirates             | + 17"       |
| 7.                          | Esteban Chaves    | Mitchelton–Scott              | + 17"       |
| 8.                          | Ben Hermans       | Israel Cycling Academy        | + 17"       |
| 9.                          | Fausto Masnada    | Androni Giocattoli–Sidermec   | + 19"       |
| 10.                         | Luka Mezgec       | Mitchelton–Scott              | + 2' 08"    |
| Skupni seštevek po 3. etapi |                   |                               |             |
| 1.                          | Diego Ulissi      | UAE Team Emirates             | 11h 38' 41" |
| 2.                          | Aleksander Vlasov | Gazprom–RusVelo               | + 19"       |
| 3.                          | Andrea Vendrame   | Androni Giocattoli–Sidermec   | + 26"       |
| 4.                          | Giovanni Visconti | Neri Sottoli–Selle Italia–KTM | + 26"       |
| 5.                          | Ben Hermans       | Israel Cycling Academy        | + 30"       |
| 6.                          | Tadej Pogačar     | UAE Team Emirates             | + 30"       |
| 7.                          | Jan Polanc        | UAE Team Emirates             | + 30"       |
| 8.                          | Esteban Chaves    | Mitchelton–Scott              | + 30"       |
| 9.                          | Fausto Masnada    | Androni Giocattoli–Sidermec   | + 36"       |
| 10.                         | Luka Mezgec       | Mitchelton–Scott              | + 2' 11"    |

### Etapa 4
22. junij 2019 — 153,9 km
| Mesto                       | Kolesar           | Ekipa                         | Čas         |
| --------------------------- | ----------------- | ----------------------------- | ----------- |
| Uradni rezultati            |                   |                               |             |
| 1.                          | Giovanni Visconti | Neri Sottoli–Selle Italia–KTM | 4h 00' 53"  |
| 2.                          | Diego Ulissi      | UAE Team Emirates             | + 0"        |
| 3.                          | Tadej Pogačar     | UAE Team Emirates             | + 0"        |
| 4.                          | Aleksander Vlasov | Gazprom–RusVelo               | + 0"        |
| 5.                          | Andrea Vendrame   | Androni Giocattoli–Sidermec   | + 32"       |
| 6.                          | Esteban Chaves    | Mitchelton–Scott              | + 32"       |
| 7.                          | Fausto Masnada    | Androni Giocattoli–Sidermec   | + 32"       |
| 8.                          | Ben Hermans       | Israel Cycling Academy        | + 1' 38"    |
| 9.                          | Cameron Meyer     | Mitchelton–Scott              | + 2' 22"    |
| 10.                         | Lorenzo Rota      | Bardiani–CSF                  | + 2' 22"    |
| Skupni seštevek po 4. etapi |                   |                               |             |
| 1.                          | Diego Ulissi      | UAE Team Emirates             | 15h 39' 28" |
| 2.                          | Giovanni Visconti | Neri Sottoli–Selle Italia–KTM | + 22"       |
| 3.                          | Aleksander Vlasov | Gazprom–RusVelo               | + 25"       |
| 4.                          | Tadej Pogačar     | UAE Team Emirates             | + 30"       |
| 5.                          | Andrea Vendrame   | Androni Giocattoli–Sidermec   | + 1' 04"    |
| 6.                          | Esteban Chaves    | Mitchelton–Scott              | + 1' 08"    |
| 7.                          | Fausto Masnada    | Androni Giocattoli–Sidermec   | + 1' 14"    |
| 8.                          | Ben Hermans       | Israel Cycling Academy        | + 2' 14"    |
| 9.                          | Jan Polanc        | UAE Team Emirates             | + 2' 58"    |
| 10.                         | Radoslav Rogina   | Adria Mobil                   | + 4' 49"    |

### Etapa 5
23. junij 2019 — 167,5 km
| Mesto            | Kolesar           | Ekipa                         | Čas        |
| ---------------- | ----------------- | ----------------------------- | ---------- |
| Uradni rezultati |                   |                               |            |
| 1.               | Giacomo Nizzolo   | Team Dimension Data           | 4h 01' 55" |
| 2.               | Luka Mezgec       | Mitchelton–Scott              | + 0"       |
| 3.               | Shane Archbold    | Bora–Hansgrohe                | + 0"       |
| 4.               | Andrea Vendrame   | Androni Giocattoli–Sidermec   | + 0"       |
| 5.               | Davide Cimolai    | Israel Cycling Academy        | + 0"       |
| 6.               | Vincenzo Albanese | Bardiani–CSF                  | + 0"       |
| 7.               | Umberto Marengo   | Neri Sottoli–Selle Italia–KTM | + 0"       |
| 8.               | Tadej Pogačar     | UAE Team Emirates             | + 0"       |
| 9.               | Simone Velasco    | Neri Sottoli–Selle Italia–KTM | + 0"       |
| 10.              | Giovanni Visconti | Neri Sottoli–Selle Italia–KTM | + 0"       |

## Razvrstitev vodilnih
| Etapa          | Zmagovalec        | Skupno           | Po točkah        | Gorski cilji      | Mladi kolesarji | Ekipno            |
| -------------- | ----------------- | ---------------- | ---------------- | ----------------- | --------------- | ----------------- |
| 1              | Pascal Ackermann  | Pascal Ackermann | Pascal Ackermann | Aljaž Jarc        | Aljaž Jarc      | UAE Team Emirates |
| 2              | Luka Mezgec       | Luka Mezgec      | Luka Mezgec      | Aleksander Vlasov | Tadej Pogačar   | UAE Team Emirates |
| 3              | Diego Ulissi      | Diego Ulissi     | Luka Mezgec      | Aleksander Vlasov | Tadej Pogačar   | UAE Team Emirates |
| 4              | Giovanni Visconti | Diego Ulissi     | Diego Ulissi     | Aleksander Vlasov | Tadej Pogačar   | UAE Team Emirates |
| 5              | Giacomo Nizzolo   | Diego Ulissi     | Luka Mezgec      | Aleksander Vlasov | Tadej Pogačar   | UAE Team Emirates |
| Končni nosilci | Končni nosilci    | Diego Ulissi     | Luka Mezgec      | Aleksander Vlasov | Tadej Pogačar   | UAE Team Emirates |

## Končna razvrstitev
| Legenda | Legenda                      | Legenda | Legenda                          |
| ------- | ---------------------------- | ------- | -------------------------------- |
|         | Zmagovalec skupnega seštevka |         | Zmagovalec gorskih ciljev        |
|         | Zmagovalec po točkah         |         | Zmagovalec med mladimi kolesarji |

### Skupno
| Mesto | Kolesar           | Ekipa                         | Čas         |
| ----- | ----------------- | ----------------------------- | ----------- |
| 1.    | Diego Ulissi      | UAE Team Emirates             | 19h 41' 23" |
| 2.    | Giovanni Visconti | Neri Sottoli–Selle Italia–KTM | + 22"       |
| 3.    | Aleksander Vlasov | Gazprom–RusVelo               | + 25"       |
| 4.    | Tadej Pogačar     | UAE Team Emirates             | + 30"       |
| 5.    | Andrea Vendrame   | Androni Giocattoli–Sidermec   | + 1' 04"    |
| 6.    | Esteban Chaves    | Mitchelton–Scott              | + 1' 08"    |
| 7.    | Fausto Masnada    | Androni Giocattoli–Sidermec   | + 1' 21"    |
| 8.    | Ben Hermans       | Israel Cycling Academy        | + 2' 21"    |
| 9.    | Jan Polanc        | UAE Team Emirates             | + 3' 17"    |
| 10.   | Lorenzo Rota      | Bardiani–CSF                  | + 4' 49"    |

### Po točkah
| Mesto | Kolesar           | Ekipa                         | Točke |
| ----- | ----------------- | ----------------------------- | ----- |
| 1.    | Luka Mezgec       | Mitchelton–Scott              | 80    |
| 2.    | Andrea Vendrame   | Androni Giocattoli–Sidermec   | 68    |
| 3.    | Diego Ulissi      | UAE Team Emirates             | 67    |
| 4.    | Giovanni Visconti | Neri Sottoli–Selle Italia–KTM | 61    |
| 5.    | Aleksander Vlasov | Gazprom–RusVelo               | 47    |
| 6.    | Tadej Pogačar     | UAE Team Emirates             | 46    |
| 7.    | Giacomo Nizzolo   | Team Dimension Data           | 45    |
| 8.    | Grega Bole        | Bahrain–Merida                | 34    |
| 9.    | Ben Hermans       | Israel Cycling Academy        | 26    |
| 10.   | Esteban Chaves    | Mitchelton–Scott              | 25    |

### Gorski cilji
| Mesto | Kolesar           | Ekipa                         | Točke |
| ----- | ----------------- | ----------------------------- | ----- |
| 1.    | Aleksander Vlasov | Gazprom–RusVelo               | 24    |
| 2.    | Diego Ulissi      | UAE Team Emirates             | 16    |
| 3.    | Benjamin Hill     | Ljubljana Gusto Santic        | 14    |
| 4.    | Tadej Pogačar     | UAE Team Emirates             | 13    |
| 5.    | Esteban Chaves    | Mitchelton–Scott              | 5     |
| 6.    | Matteo Montaguti  | Androni Giocattoli–Sidermec   | 5     |
| 7.    | Giovanni Visconti | Neri Sottoli–Selle Italia–KTM | 4     |
| 8.    | Lorenzo Fortunato | Neri Sottoli–Selle Italia–KTM | 4     |
| 9.    | Aljaž Jarc        | Adria Mobil                   | 3     |
| 10.   | Rok Korošec       | Ljubljana Gusto Santic        | 3     |

### Mladi kolesarji
| Mesto | Kolesar          | Ekipa                        | Čas          |
| ----- | ---------------- | ---------------------------- | ------------ |
| 1.    | Tadej Pogačar    | UAE Team Emirates            | 19h 41' 53"  |
| 2.    | Daniel Savini    | Bardiani–CSF                 | + 10' 52"    |
| 3.    | Joan Bou         | Nippo–Vini Fantini–Faizanè   | + 18' 28"    |
| 4.    | Kristjan Hočevar | Slovenia                     | + 19' 01"    |
| 5.    | Martin Lavrič    | Slovenia                     | + 24' 42"    |
| 6.    | Aljaž Jarc       | Adria Mobil                  | + 42' 21"    |
| 7.    | Aljaž Prah       | Ljubljana Gusto Santic       | + 48' 38"    |
| 8.    | Tilen Finkšt     | Ljubljana Gusto Santic       | + 49' 16"    |
| 9.    | Florian Kierner  | Team Felbermayr–Simplon Wels | + 1h 02' 03" |
| 10.   | František Honsa  | AC Sparta Praha              | + 1h 04' 36" |

### Ekipno
| Mesto | Ekipa                         | Čas          |
| ----- | ----------------------------- | ------------ |
| 1.    | UAE Team Emirates             | 59h 08' 02"  |
| 2.    | Androni Giocattoli–Sidermec   | + 3' 34"     |
| 3.    | Neri Sottoli–Selle Italia–KTM | + 11' 32"    |
| 4.    | Israel Cycling Academy        | + 17' 31"    |
| 5.    | Gazprom–RusVelo               | + 18' 45"    |
| 6.    | Mitchelton–Scott              | + 33' 02"    |
| 7.    | Bardiani–CSF                  | + 44' 21"    |
| 8.    | Bahrain–Merida                | + 47' 12"    |
| 9.    | Team Novo Nordisk             | + 1h 04' 52" |
| 10.   | Slovenija                     | + 1h 17' 27" |